# Tom Petty and the Heartbreakers (альбом)
Tom Petty and the Heartbreakers — дебютный студийный альбом одноимённой рок-группы, изданный в 1976 году.

## Об альбоме
На выход Tom Petty and the Heartbreakers в США практически не было обращено внимание, зато в Великобритании он достиг 24-го места в местном хит-параде. Спустя почти год после выхода альбома в Штатах, он наконец получил положительные отзывы и достиг 55-го места в Billboard Top LPs & Tape. В конечном итоге, дебютный альбом Tom Petty and the Heartbreakers стал «золотым» в Америке.

## Список композиций
Слова и музыка всех песен — Тома Петти, за исключением «Rockin’ Around (With You)» и «Anything That’s Rock ’n’ Roll» — Петти в соавторстве с Майком Кэмпбеллом.
| №   | Название                         | Длительность |
| --- | -------------------------------- | ------------ |
| 1.  | «Rockin’ Around (With You)»      | 2:29         |
| 2.  | «Breakdown»                      | 2:43         |
| 3.  | «Hometown Blues»                 | 2:14         |
| 4.  | «The Wild One, Forever»          | 3:03         |
| 5.  | «Anything That’s Rock ’n’ Roll»  | 2:24         |
| 6.  | «Strangered in the Night»        | 3:34         |
| 7.  | «Fooled Again (I Don’t Like It)» | 3:50         |
| 8.  | «Mystery Man»                    | 3:03         |
| 9.  | «Luna»                           | 3:58         |
| 10. | «American Girl»                  | 3:34         |

## Участники записи
The Heartbreakers:
- Том Петти — вокал, акустическая гитара, электрогитара, ритм-гитара, клавишные
- Майк Кэмпбелл — акустическая гитара, электрогитара, соло-гитара
- Бенмонт Тенч — фортепиано, орган Хаммонда, клавишные
- Рон Блэр — бас-гитара, виолончель
- Стэн Линч — ударные, клавишные

Приглашённые музыканты:
- Ной Шарк — маракасы, бубен, бубенцы
- Фил Сеймор — бэк-вокал
- Харли Фиала — бэк-вокал
- Джефф Джурард — электрогитара, соло-гитара (в песне «Breakdown»)
- Дональд Данн[англ.] — бас-гитара (в песне «Hometown Blues»)
- Эмори Горди — бас-гитара (в песне «Strangered in the Night»)
- Рэндалл Марш — ударные (в песне «Hometown Blues»)
- Джим Гордон — ударные (в песне «Strangered in the Night»)
- Чарли Соза — саксофон (в песне «Hometown Blues»)